# 大森南
大森南（日语：／ Ōmori-minami */?）是東京都大田區的地名。現行行政地名為大森南一丁目至大森南五丁目。人口12,895人（2013年8月1日）。郵遞區號143-0013。

## 地理
位於大田區東南部。北鄰大森東。東至京濱運河，接昭和島。東南至海老取川，接羽田空港。南至呑川，接東糀谷。西至產業道路，接北糀谷。町內住宅地與工業用地混雜。町域東端有首都高速1號羽田線與東京單軌電車羽田線通過，但未設高速道路出入口與鐵路車站。

## 歷史
第二次世界大戰前，本地有森崎礦泉與海水浴場，是東京近郊的療養地，人潮眾多。現在大森寺內立有森崎礦泉源泉碑。
1938年（昭和13年），本地前身的森崎町上空發生大森民間機空中衝突墜落事故。兩架民間飛機在空中衝撞，機員喪生，而機體的爆炸也導致許多住戶喪生。
1964年（昭和39年），森崎町與大森九丁目，和北糀谷町一部分合併為現行的大森南。

### 地名由來
意為大森的南方。

## 交通
此地沒有鐵路車站。可利用西方的京急本線大森町站與梅屋敷站，東北方的東京單軌電車羽田線昭和島站，還可利用大森站與蒲田站的巴士路線。

## 設施
- 大田區立大森第一中學校
- 大田區立大森第四小學校
- 東京勞災醫院
- 新京濱醫院
- 大田區立櫻梅公園
- 大田區立森崎公園
- 大田區立舊呑川綠地（位於大森東的町界）
- 大森寺
- 東京都下水道局森崎水再生中心
- 池上自動車教習所

### 公園
大森綠道公園（おおもりりょくどうこうえん）是位於大森南四丁目的綠道公園，北至舊呑川東端，南至大森第一中學校附近的京濱運河。步道旁可見花草樹木。綠道途中會經過森崎水再生中心。
- 開園日：1979年4月1日
- 面積：6796.04平方公尺
- 交通方式：在大森站、蒲田站搭乘往「森崎」方向的巴士（京急巴士），在終點「森崎」下車。

## 備註
1. ↑  .   [2013-08-18]. （原始内容存档于2014-02-18）.